# Barciel południowiec
Barciel południowiec (Trichodes favarius) – gatunek chrząszcza z rodziny przekraskowatych. Zamieszkuje głównie południowo-wschodnią część Europy oraz zachodnią część Azji.

## Taksonomia
Gatunek ten opisany został po raz pierwszy w 1802 roku przez Johanna K.W. Illigera pod nazwą Clerus favarius.

## Morfologia
Chrząszcz o wydłużonym ciele długości od 8 do 18 mm, porośniętym ciemnymi i jasnymi włoskami. Ubarwienie głowy, przedplecza, ud i goleni jest ciemne z metalicznym połyskiem barwy zielonej lub błękitnej. Pokrywy są natomiast jaskrawo czerwone, z dwiema poprzecznymi przepaskami, okolicą szwu i tarczki oraz wierzchołkiem ubarwionymi ciemnofioletowo lub ciemnoniebiesko. Układ tych przepasek jest zmienny i niektóre mogą rozrywać się na plamki, a przednia nawet zanikać, jednak szew, okolica tarczkowa i wierzchołek pokrywy pozostają zaciemnione; zaciemnienie tego ostatniego odróżnia go od barciela kosmatka. Od barciela pszczołowca natomiast odróżnia go punktowanie wierzchu ciała. Punkty na przedpleczu T. favarius są duże, głębokie i oddalone na odległości mniejsze od ich średnic, a punktowanie pokryw głębokie. Czułki zwieńczone są spłaszczonymi, ciemnymi, trójczłonowymi buławkami. Samce mają tylne uda niepogrubione. Spód odwłoka samca cechuje się brakiem głębokiego wcięcia na ostatnim sternicie.

## Ekologia i występowanie
Owad ten zasiedla łąki, polany leśne, nasłonecznione skraje lasów, murawy, przydroża i przytorza. Osobniki dorosłe obserwowane są od maja do czerwca. Żerują na pyłku kwiatowym oraz innych owadach. Larwy przechodzą rozwój w gniazdach pszczół, gdzie żerują na ich larwach i poczwarkach.
Gatunek palearktyczny. Występuje głównie w południowo-wschodniej części Europy (Włochy, Austria, Węgry, Bałkany) oraz zachodniej części Azji (Turcja, Cypr, Kaukaz, Syria). W Polsce odnotowany został na pięciu stanowiskach w południowej części kraju, ale ostatni raz widziano go na początku XX wieku. W 2002 roku umieszczono go na Czerwonej liście zwierząt ginących i zagrożonych w Polsce jako gatunek zagrożony o niedostatecznie rozpoznanym statusie (DD).